# Гьоре Дамевски
Гьоре Симов Дамевски с псевдоним Боксерот (на македонска литературна норма: Ѓоре Дамевски - Боксерот) е югославски партизанин, политик и деец на комунистическата съпротива във Вардарска Македония.

## Биография
Роден е на 15 януари 1922 година в град Прилеп. Ръководи стачки на тютюневи работници, за което е арестуван от сръбската полиция. През 1941 година става член на ЮКП и е арестуван от българската полиция. Лежи в затворите в Битоля, Скопие, Бургас и Перник. През 1943 година става партизанин и картечар. После е помощник-политически комисар на чета и батальон в първа македонско-косовска ударна бригада. По-късно е политически комисар на батальон на втора македонска ударна бригада, на първа македонска ударна бригада и четиридесет и девета и петдесета македонски дивизии на НОВЮ. След Втората световна война завършва висша управленска школа в Скопие. Става член на ЦК на МКП. Депутат е в Републиканското и Съюзно събрание. Носител е на Партизански възпоменателен медал 1941 година. На 29 ноември 1953 година е провъзгласен за народен герой на Югославия.